# Litschau
Litschau là một thị trấn ở huyện Gmünd trong bang Niederösterreich, ở nước Áo. Đô thị này có diện tích 81,05 km², dân số năm 2001 là 2362 người.